# Royal New Zealand Navy
Royal New Zealand Navy (maori: Te Ope Kaatua o Aotearoa, z ang. Królewska Marynarka Wojenna Nowej Zelandii) – jeden z trzech rodzajów Sił Obronnych Nowej Zelandii odpowiedzialny za obronę wód terytorialnych kraju. Na jej wyposażenie składa się jedenaście okrętów i pięć śmigłowców ZOP Kaman SH-2G(NZ) Super Seasprite należących do No. 6 Squadron RNZAF (pod dowództwem sił powietrznych i marynarki).
17 października 2019 roku  ze służby zostały wycofane dwa okręty patrolowe HMNZS Pukaki (P3568) i HMNZS Rotoiti (P3569), typu Protector.
W 2020 roku Marynarka Wojenna Nowej Zelandii odebrała okręt zaopatrzeniowy HNZMS Aotearoa. Jednostka zamówiona w 2016 roku powstała w południowokoreańskiej stoczni Hyundai Heavy Industries, ma zastąpić wysłużony HNZMS Endeavour.
W latach 1921–1941 działała jako wydzielona część Royal Navy jako: New Zealand Division of the Royal Navy przez które przewinęło się 15 okrętów. W 1941 nazwy dwóch krążowników typu Leander, jednego trałowca typu Castle i trzech innych okrętów przemianowano z HMS na HMNZS dając początek RNZN, a do 1943 wzmocniło je jeszcze kilkadziesiąt trawlerów i motorówek/ścigaczy OP. Biała bandera Royal Navy obowiązywała do 1968 roku.

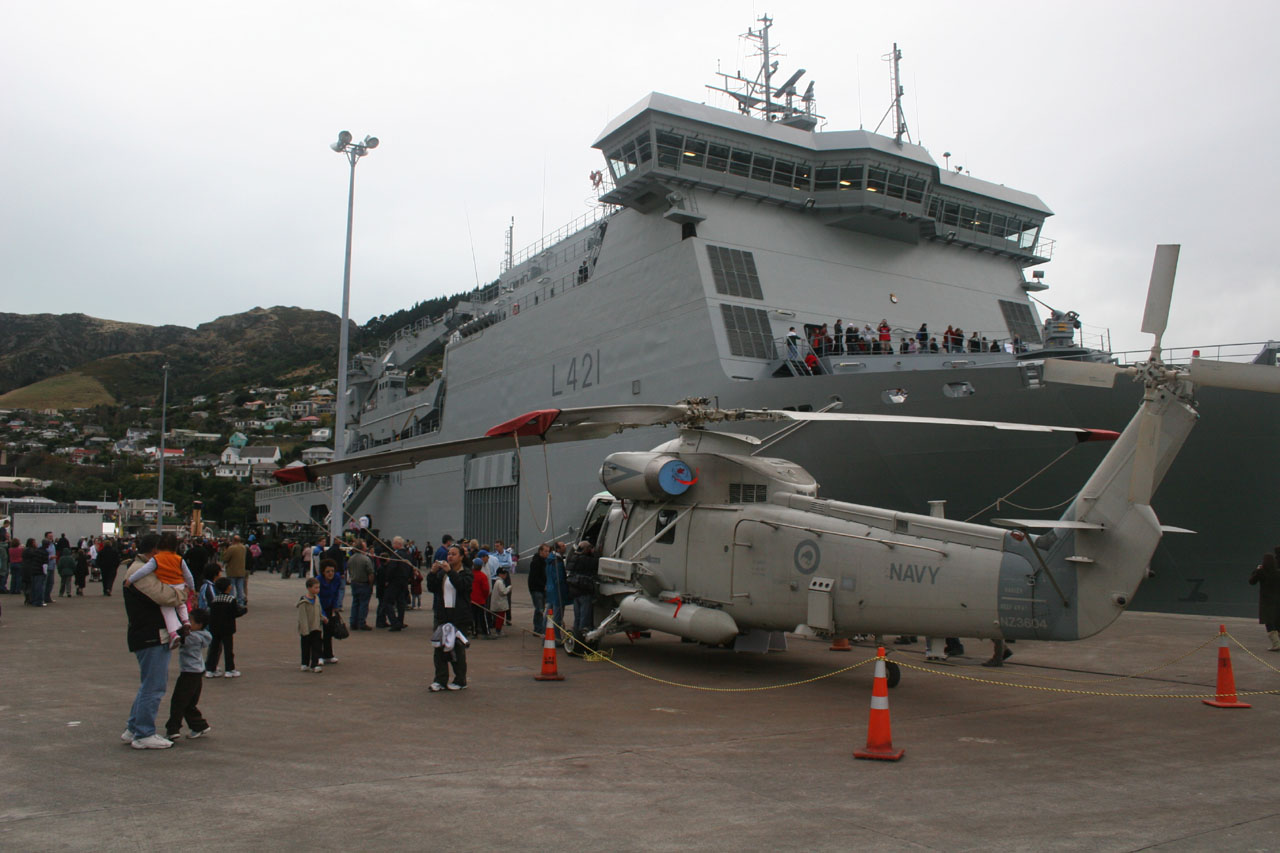
SH-2G Super Seasprite

## Okręty w służbie
| Typ                                         | Zdjęcie          | Okręty                     | Znak                    | W służbie | Producent                               | Wyporność (t) | Długość (m) | Port               |
| ------------------------------------------- | ---------------- | -------------------------- | ----------------------- | --------- | --------------------------------------- | ------------- | ----------- | ------------------ |
| Fregaty rakietowe typu ANZAC                | HMZMS Te Kaha)   | Te Kaha Te Mana            | F77 F111                | 1997 1999 | Tenix Defence, Williamstown i Whangarei | 3600          | 118         | Devonport Tauranga |
| Okręt wsparcia logistycznego                | HMNZS Canterbury | Canterbury                 | L421                    | 2007      | Merwede Tenix Defence                   | 9000          | 131         | Lyttelton          |
| Okręt zaopatrzeniowy                        | HMNZS Endeavour  | Endeavour                  | A11                     | 1988      | Korea Południowa                        | 12 300 16 500 | 138         | Devonport          |
| Oceaniczne okręty patrolowe typu Protector  | HMNZS Wellington | Wellington Otago           | P55 P148                | 2007 2008 | Tenix                                   | 1600          | 85          | Wellington Dunedin |
| Przybrzeżne okręty patrolowe typu Protector | HMNZS Hawea      | Rotoiti Hawea Pukaki Taupo | P3569 P3571 P3568 P3570 | 2009      | Tenix, Whangarei                        | 340           | 55          |                    |
| Statek baza nurków (ex typ Moa)             | HMNZS Manawanui  | Manawanui                  | A09                     | 1988      |                                         | 911           | 43          |                    |

## Wycofane
II wojna światowa
- Krążowniki lekkie typu Leander
  - HMNZS „Leander” (75): 1941–1945 (New Zealand Division 1937–1941)
  - HMNZS „Achilles” (70): 1941–1946
- Krążowniki typu Crown Colony
  - HMNZS „Gambia” (C48): 1943–1946
- Korwety typu Flower
  - HMNZS „Arabis” (K385): 1944–1948
  - HMNZS „Arbutus” (K403): 1944–1948
- Trałowce typu Castle
  - HMNZS „Wakakura” (T00):1941–1947 (New Zealand Division 1926–1941)
  - HMNZS „James Cosgrove” (T10):1941–1944
  - HMNZS Hinau (T17):1942–1945
  - HMNZS „Rimu” (T18):1942–1945
  - HMNZS „Manuka” (T19):1942–1945
  - HMNZS „Aroha” (T24):1943–1945
  - HMNZS „Awatere” (T25):1943–1945
  - HMNZS „Hautapu” (T26):1943–1947
  - HMNZS „Maimai” (T27):1943–1946
  - HMNZS „Pahau” (T28):1944–1945
  - HMNZS „Waipu” (T32):1943–1946
  - HMNZS „Waima” (T33):1944–1946
  - HMNZS „Waiho” (T34):1944–1946
- Trałowce typu Bird
  - HMNZS „Kiwi” (T102): 1941–1946 (szkolny do 1956)
  - HMNZS „Moa” (T233): 1941–1943 (zatopiony)
  - HMNZS „Tui” (T234): 1941–1946 (szkolny do 1955, badawczy do 1967)
- Trałowce typu Isles
  - HMNZS „Inchkeith” (T155): 1941–1946
  - HMNZS „Sanda” (T160): 1941–1946
  - HMNZS „Killegray” (T174): 1941–1946
  - HMNZS „Scarba” (T175): 1941–1946
- Trałowce pomocnicze (II wojna światowa}
  - HMNZS „Matai” (T01): 1941–1946
  - HMNZS „Puriri” (T02): 1941 (zatopiony)
  - HMNZS „Rata” (T03): 1941–1943
  - HMNZS „Gale” (T04): 1941–1944
  - HMNZS „Muritai” (T05): 1941–1946
  - HMNZS „Duchess” (T07): 1941–1946
  - HMNZS „Futurist” (T09):1941–1944
  - HMNZS „Thomas Currell” (T11):1941–1944
  - HMNZS „Humphrey” (T12):1941–1944
  - HMNZS „Kaiwaka” (T14): 1941–1944
  - HMNZS „Kapuni” (T15):1941–1945
  - HMNZS „Hawea” (T16): 1941–1945
  - HMNZS „South Sea” (T22):1941–1942
- Stawiacze boi (danleyers)
  - HMNZS „Coastguard” (T12):1941–1960
  - HMNZS „Kawaka” (T14):1941-1946
  - HMNZS „Nora Niven” (T23):1941–1944
  - HMNZS „Phyllis” (T22):1943–1944

Zimna wojna
- Krążowniki lekkie typu Dido
  - HMNZS Bellona (63): 1946–1956
  - HMNZS Black Prince (81): 1946–1961
  - HMNZS Royalist (C89): 1956–1966
- Fregaty typu Loch
  - HMNZS Tutira (F420): 1948–1951
  - HMNZS Hawea (F422): 1948–1965
  - HMNZS „Taupo” (F421): 1948–1962
  - HMNZS Pukaki (F424): 1948–1966
  - HMNZS Rotoiti (F425): 1948–1967
  - HMNZS Kaniere (F426): 1948–1967
- Fregaty typu Whitby
  - HMNZS Otago (F111): 1960–1983
  - HMNZS Taranaki (F148): 1961–1982
  - HMNZS Blackpool (F77): 1966–1971
- Fregaty typu Leander
  - HMNZS Waikato (F55): 1965–1998
  - HMNZS Canterbury (F421): 1971–2005
  - HMNZS Wellington (F69): 1982–2000
  - HMNZS Southland (F104): 1983–1995
- Korwety typu Bathurst
  - HMNZS Inverell (M233): 1952–1976
  - HMNZS Stawell (M248): 1952–1968
  - HMNZS Echuca	(M252): 1952–1967
  - HMNZS Kiama (M253): 1952–1979
- Trałowce typu Ton
  - HMNZS Hickleton (M1131): 1965–1966
  - HMNZS Santon (M1178): 1965–1966
- Okręty patrolowe typu Lake
  - HMNZS Hawea (P3567): 1975–1990
  - HMNZS Pukaki (P3568): 1975–1999
  - HMNZS Rotoiti (P3569): 1975–1999
  - HMNZS Taupo (P3570): 1975–1990
- Przybrzeżne okręty patrolowe typu Moa
  - HMNZS Moa (P3553): 1983–2007
  - HMNZS Kiwi (P3554): 1984–2007
  - HMNZS Wakakura (P3555): 1985–2007
  - HMNZS Hinau (P3556): 1985–2007
- Okręt hydrograficzny
  - HMNZS Lachlan (F364): 1949–1975 (zmod. typ River)
  - HMNZS Monowai (A06): 1977–1997
  - HMNZS Resolution (A14): 1997–2012 (zmod. typ Stalwart)
  - HMNZS Tarapunga: 1980–2000 (zmod. typ Moa)
  - HMNZS Takapu: 1980–2000 (zmod. typ Moa)
  - HMNZS Tui: 1970–1997 (typ Conrad)